# Công nữ Ngọc Vạn
Công nữ Ngọc Vạn (公女玉萬), tương truyền, có họ tên đầy đủ là Nguyễn Phúc Ngọc Vạn (阮福玉萬) hoặc Nguyễn Phúc Thị Ngọc Vạn, gọi tắt là Ngọc Vạn, sinh khoảng năm 1605, mất sau năm 1658, là con gái thứ hai của chúa Sãi Nguyễn Phúc Nguyên (ở ngôi: 1613-1635). Nhiều tài liệu trước đây thường ghi tước vị của bà là công chúa, nhưng thực sự là công nữ, vì bà chỉ là con của chúa Nguyễn.
Năm Canh Thân (1620), bà được gả cho vua Chân Lạp là Chey Chetta II. Nhờ có cuộc hôn nhân này mà tình giao hảo giữa hai nước được tốt đẹp, để chúa Nguyễn có thể dồn lực lại hòng đối phó với chúa Trịnh ở Đàng Ngoài, đồng thời cũng tạo thêm cơ hội cho người Việt mở rộng lãnh thổ về phía Nam.

## Cuộc đời

### Thân thế
Ngọc Vạn là con gái thứ hai của chúa Nguyễn Phúc Nguyên và Hiếu Văn Hoàng hậu Mạc Thị Giai. Mạc Thị Giai vốn là con gái của Mạc Kính Điển, cháu gái của Mạc Thái tông Mạc Đăng Doanh.
Ngọc Vạn có nhiều anh trai và chị em gái ruột, trong đó có Nguyễn Phúc Lan (sau là chúa Thượng), Ngọc Liên, Ngọc Khoa.
Cha bà là chúa Sãi Nguyễn Phúc Nguyên lên ngôi chúa năm 1613, và để củng cố vị thế của mình, vị chúa này đã tìm cách giao hảo với các nước phương Nam khi đó là Chiêm Thành và Chân Lạp.
Khoảng thời gian đó, triều đình Xiêm La gần như trực tiếp thống trị Chân Lạp. Vì vậy, khi lên ngôi vua, Chey Chetta II (ở ngôi: 1618-1628), liền cho xây dựng kinh đô mới ở Oudong (Vũng Long hay Long Úc) và cầu thân với chúa Nguyễn để chống lại sự khống chế của Xiêm La.

### Làm vương hậu Chân Lạp

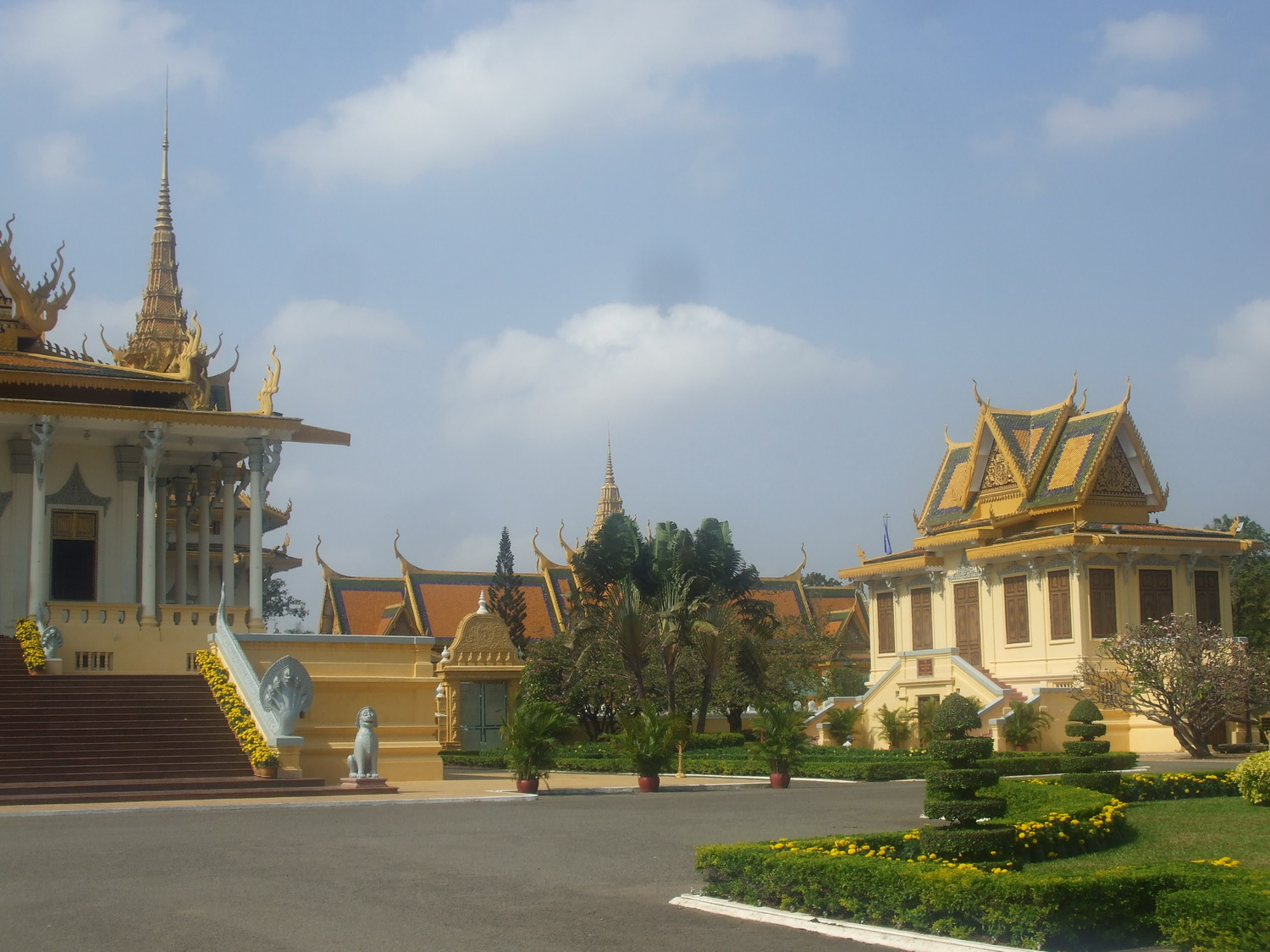
Một góc trong hoàng cung vua Chân Lạp tại Nam Vang

Năm 1620, theo lời cầu hôn của vua Chey Chetta II, chúa Sãi thuận gả Ngọc Vạn cho ông, và bà trở thành Vương hậu nước Chân Lạp với tước hiệu Brhat Mae Samdach Brhat Bhagavati Amara Deva Thida.
Vừa đẹp người, lại đẹp nết, nên bà được vua Chey Chettha II rất yêu quý. Nhờ vậy, mà nhà vua đã cho một số người Việt đi theo bà giữ những chức vụ quan trọng trong triều đình Chân Lạp, cũng như cho nhiều người Việt lập hãng xưởng và buôn bán ở gần kinh đô.
Lợi dụng mối quan hệ này, năm 1623, chúa Sãi còn cử một sứ bộ, đem theo thư cùng nhiều tặng phẩm, tới Oudong để tỏ tình thân hữu và bảo đảm sự ủng hộ của triều đình Huế. Trong quốc thư, chúa Nguyễn cũng đã yêu cầu vua Chey Chettha II cho lập một đồn thuế ở Prei Kor (tức vùng Sài Gòn) và lập một dinh điền ở Mô Xoài (gần Bà Rịa ngày nay - đây là dinh điền chính thức đầu tiên trên đất Chân Lạp). Nhờ sự vận động của Ngọc Vạn, nên cả hai việc trên đều được vua Chey Chetta II chấp thuận.
Vai trò của Vương hậu Somdach (tức Ngọc Vạn), đã có nhiều tác giả đề cập đến, như:
- G. Maspéro:

Vị vua mới lên ngôi là Chey Thettha II cho xây một cung điện tại Oudong, ở đây ông làm lễ thành hôn với một công chúa con vua An Nam. Bà này rất xinh đẹp, về sau có ảnh hưởng lớn đến vua. Nhờ bà mà một phái đoàn An Nam đã xin và được vua Chey Thettha II cho lập thương điếm ở miền nam Cao Miên, nơi này nay gọi là Sài Gòn (trích trong cuốn "L’ Empire Khmer").
- Moura:

Tháng 3 năm 1618, Prea Chey Chessda được phong vương với tước hiệu Somdach Prea Chey Chessda Thiréach Réaméa Thupphdey Barommonpit. Lúc đó vua An Nam gả một người con gái cho vua Cao Miên. Công chúa này rất đẹp, được nhà vua yêu mến và lập làm vương hậu tước hiệu Somdach Prea Preaccac Vodey Prea Voreac Khsattey (trích trong cuốn "Royaume du Cambodge").
- Henri Russier:

Chúa Nguyễn lúc bấy giờ rất vui mừng thấy Cao Miên muốn giao hảo bèn gả công chúa cho vua Cao Miên. Công chúa xinh đẹp và được vua Miên yêu quý vô cùng...Năm 1623, sứ bộ Việt từ Huế đến Oudong yết kiến vua Cao Miên, dâng ngọc ngà châu báu, xin người Việt được khai khẩn và lập nghiệp tại miền Nam...Vương hậu xin chồng chấp thuận và vua Chey Chetta đã đồng ý (trích trong cuốn "Histoire sommaire du Royaume de Cambodge").
- A. Dauphin Meunier:

Năm 1623, Chey Chettha, người đã cưới công chúa Việt Nam, được triều đình Huế giúp đỡ để chống lại quân Xiêm... Một sứ bộ Việt Nam đã tới bảo đảm với Chey Chetta về sự ủng hộ của triều đình Huế. Sứ bộ xin phép cho dân Việt Nam tới lập nghiệp Việt Nam tới lập nghiệp ở các tỉnh phía Đông Nam Vương Quốc. Vua Cao Miên cho phép lập một phòng thu thuế tại Prey Kôr để tài trợ việc định cư (trích trong cuốn "Le Cambodge").
- Nguyễn Văn Quế:

Chey Chettha II dời đô từ Lovéa Em đếu Oudong năm 1620 và cưới công chúa Việt Nam được phong làm hoàng hậu và rất được yêu quý nhớ đức hạnh và vẻ đẹp mỹ miều. Vì đã giúp đỡ cho vua Cao Miên chống lại những cuộc xâm lăng của Xiêm nên chúa Sãi mới xin vua Cao Miên cho phép những người Việt di cư vào Nam được khai khẩn đất đai, trồng trọt, buôn bán và trả thuế ở Sài Gòn, Biên Hòa và Bà Rịa. Vua Cao Miên chấp thuận đề nghị của nhạc phụ. (trích trong cuốn "Histoire des Pays de L’union Indochinoise").
- Phan Khoang:

Từ thế kỷ 17 đã có nhiều người Việt Nam đến hai xứ Đồng Nai và Mỗi Xuy của Chân Lạp (tức Biên Hòa, Bà Rịa ngày nay), để vỡ đất làm ruộng. Vua Chân Lạp Chey Chetta II muốn tìm một đối lực để chống lại lân bang Xiêm La nguy hiểm kia, đã xin cưới một công nữ con chúa Nguyễn làm hoàng hậu, trông mong sự ủng hộ của triều đình Thuận Hóa và chúa Hy Tông (chúa Sãi) có mưu đồ xa xôi, năm 1620, đã gả cho vua Chân Lạp một công nữ. Cuộc hôn nhân này có ảnh hưởng lớn lao đến vận mạng Chân Lạp sau này. Bà hoàng hậu đem nhiều người Việt đến, có người được giữ chức hệ trọng trong triều, bà lại lập một xưởng thợ và nhiều nhà buôn gần kinh đô.
Đến năm 1623, một sứ bộ của chúa Nguyễn đến Oudong yêu cầu được lập cơ sở ở Prey Kôr tức Sài Gòn ngày nay và được ở đấy một sở thu thuế hàng hóa. Vua Chey Chetta chấp thuận và triều đình Thuận Hóa khuyến khích người Việt di cư đến đấy làm ăn rồi lấy cớ để giúp chính quyền Miên gìn giữa trật tự, còn phải một tướng lãnh đến đóng ở Prey Kôr nữa. Khi Chey Chatta mất, vùng đất từ Prey Kôr trở ra Bắc đến biên giới Chiêm Thành (tức là Sài Gòn, Bà Rịa, Biên Hòa ngày nay), đã có nhiều người Việt đến ở và khai thác đất đai (trích trong cuốn "Việt sử xứ Đàng Trong", phần "Chúa Nguyễn gây ảnh hưởng trên đất Chân Lạp").
Đổi lại, chúa Sãi hai lần giúp con rể (Chey Chetta II) đẩy lui quân Xiêm sang xâm lược. Giáo sĩ người Ý tên Christopho Borri ở Quy Nhơn đã nhìn thấy viện binh từ Đàng Trong tiến sang Cao Miên, nên đã ghi lại trong cuốn Hồi ký của mình (xuất bản năm 1631) như sau:
Chúa Nguyễn luôn luyện tập binh sĩ và gởi quân đội giúp vua Cao Miên, tức chàng rể chồng của con chúa. Chúa viện trợ cho vua Cao Miên thuyền bè, binh lính để chống lại vua Xiêm...

### Loạn lạc ở Chân Lạp
Năm 1628, vua Chey Chetta II từ trần, triều đình Chân Lạp liên tục xảy ra các cuộc tranh chấp ngôi giữa những hoàng thân. Nhiều nhà vua bị anh em họ, rể, cháu...giết chết một cách thê thảm.

#### Con cái
Theo Biên Hòa sử lược toàn biên (Quyển 2) thì Ngọc Vạn sống với vua Chey Chetta II, đã sinh được một trai là Chan Ponhéa Sô và một gái tên là Neang Nhéa Ksattrey. Tuy nhiên, so sánh độ tuổi của Chan Ponhéa Sô thì người này không thể là con của Ngọc Vạn.
Theo Christopher Buyers thì cuộc hôn nhân của Chey Chettha II và hoàng hậu Ngọc Vạn như sau:
Ngọc Vạn sinh khoảng năm 1605 (mất khoảng năm 1658), được gả cho Chey Chettha II vào năm 1620 và được phong hoàng hậu, hiệu là (Brhat Mae Samdach Bhagavati Brhat) Sri Vararajini Kshatriyi. Nhũ danh của Ngọc Vạn là Anak Anga Cuv [Cheou] hoặc Nguyễn Phúc Thị Ngọc Vạn. Họ có với nhau các con là:
- Công chúa (Brhat Pada Amachas) Nea Puspavathi Kshatriyi [Anga Nha]. Được hứa gả cho anh trai cùng cha khác mẹ là Chan Ponhéa Sô (Thommo Reachea II) nhưng lại bị gả (làm thiếp) cho chú ruột là Outey vào năm 1626. Ngoại tình với Chan Ponhéa Sô và cả hai bị Outey giết vào năm 1631.
- Công chúa (Brhat Anga) Devi Panya. Được gả cho Padumaraja I (Ang Non - con trai của Outey, tức em họ của Devi Panya). Bị Ramathipadi I (anh trai cùng cha khác mẹ với Devi Panya) sát hại năm 1642 cùng với chồng, cha chồng. Bà và Padumaraja I có một người con trai là Padumaraja II (sau làm vua hiệu là Chey Chettha III).

#### Sự tranh chấp quyền lực ở Chân Lạp
Sau khi Chey Chetta II mất, nội bộ Chân Lạp liền xảy ra việc tranh quyền giữa chú là Prea Outey (em ruột của Chey Chetta II) người giữ chức Giám quốc (ab joréach hoặc Udayaraja) và người cháu là vua Chan Ponhéa Sô (ở ngôi: 1628-1630) (con của Chey Chetta II).
Trước đây, lúc vua Chei Chetta II còn sống đã định cưới Công chúa Ang Vodey cho Hoàng tử Chan Ponhéa Sô. Nhưng chẳng may, khi nhà vua vừa mất thì Préa Outey, tức là chú ruột của Chan Ponhéa Sô, lại cưới nàng Công chúa này trong khi Hoàng tử còn đang tu (theo truyền thống) trong chùa.
Sau khi rời tu viện, Chan Ponhéa Sô lên ngôi và trong một buổi tiếp tân, nhà vua trẻ gặp lại nàng Ang Vodey xinh đẹp. Sau đó, cả hai đã mượn cớ đi săn bắn để gặp gỡ, nhưng không ngờ Préa Outey biết được liền đuổi theo và giết chết cả hai vào năm 1630. Chan Ponhéa Sô làm vua mới được hai năm.
Người con thứ hai của Chey Chetta II lên ngôi với vương hiệu là Ponhea Nu (ở ngôi: 1630–1640). Năm 1640, Ponhea Nu đột ngột băng hà, Phụ chính Préah Outey liền đưa con mình lên ngôi, tức quốc vương Ang Non I. Nhưng Ang Non I cũng chỉ làm vua được hai năm (ở ngôi: 1640-1642) thì bị người con thứ ba của Chey Chetta II là Chau Ponhea Chan (Nặc Ông Chân - mẹ ông là người Lào) dựa vào một số người Chăm và người Mã Lai, giết chết cả chú Préah Outey và em họ Ang Non I để giành lại ngôi vua.
Nặc Ong Chân lên ngôi (ở ngôi: 1642-1659), cưới một Công chúa người Mã Lai theo đạo Hồi (Islam) làm Vương hậu và nhà vua cũng bỏ quốc giáo (Phật giáo Tiểu thừa) để theo đạo của vợ. Điều này cùng với việc cho nhóm người thiểu số Mã Lai và Chăm được nhiều ưu đãi, đã gây bất bình trong giới hoàng tộc và dân chúng Chân Lạp (dân tộc Khmer). Nặc Ông Chân còn xưng là Ramathipadi I, sau đó đổi thành Sultan Ibrahim.
Năm 1658, con của Préah Outey là Ang Sur (So) và Ang Tan dấy binh chống lại Nặc Ông Chân nhưng thất bại... Nghe lời khuyên của Thái hậu Ngọc Vạn, Ang So và Ang Tan cầu cứu chúa Nguyễn. Chúa Hiền Nguyễn Phúc Tần liền sai Phó tướng dinh Trấn Biên (Phú Yên) là Nguyễn Phước Yến dẫn 3000 quân đến thành Hưng Phước (bấy giờ là Mỗi Xuy, tức Bà Rịa), phá được thành rồi tiến vào bắt Nặc Ông Chân bỏ vào cũi đem về giam ở Quảng Bình.
Năm sau (1659), Nặc Ông Chân chết chúa Nguyễn phong cho Ang So làm vua Chân Lạp, hiệu là Barom Reachea VIII (ở ngôi: 1660-1672). Từ đó, lưu dân Việt đến Gia Định, Mỗi Xuy (Bà Rịa), Biên Hòa ngày càng đông để khai khẩn đất đai...
Năm 1672, vua Barom Reachea VIII bị một người vừa là rể vừa là cháu là Chey Chetta III giết chết, em là Ang Tan (Nặc Ông Tân) chạy sang cầu cứu chúa Nguyễn. Nhưng ngay sau đó Chey Chetta III cũng bị người của Nặc Ông Chân sát hại.
Ang Chei (Nặc Ông Đài, ở ngôi: 1673-1674) con trai đầu của vua Barom Reachea VIII lên ngôi. Ông Đài cho đắp thành lũy ở địa đầu Mỗi Xuy, nhờ Xiêm cứu viện để chống lại chúa Nguyễn.
Bị quân Xiêm đánh đuổi, Ang Tan cùng cháu là Ang Nan (Nặc Ông Nộn) chạy sang Sài Gòn kêu cứu chúa Nguyễn. Năm 1674, Chúa Hiền Nguyễn Phúc Tần sai Cai cơ Nguyễn Dương Lâm và Tham mưu Nguyễn Đình Phái chia quân làm hai cánh cùng tiến lên Chân Lạp. Nặc Ông Đài bỏ thành Nam Vang chạy vào rừng, để rồi bị thuộc hạ đâm chết.
Sau khi Nặc Ông Đài mất, người em là Nặc Ông Thu (Ang Sor) ra hàng. Để giải quyết tình trạng "nồi da xáo thịt" dai dẳng này, chúa Nguyễn cho Nặc Ông Thu làm Chính vương, đóng đô ở Phnom pênh (Nam Vang), cho Nặc Ông Nộn làm Đệ nhị vương, đóng đô ở khu vực gò Cây Mai (thuộc Sài Côn, nay thuộc Thành phố Hồ Chí Minh)...Tuy nhiên, hai phe vẫn không từ bỏ ý định loại trừ nhau.
Sau hơn 50 năm luôn phải tìm cách tồn tại trong chốn vàng son nhưng đẫm máu ấy, theo lời kể, thì Thái hậu Ngọc Vạn đã theo Nặc Ông Nộn về Sài Côn, rồi lui về sống ở Bà Rịa. Nơi đây, bà cho lập chùa Gia Lào (núi Chứa Chan, Đồng Nai), rồi ẩn tu cho đến hết đời.

### Khẳng định Ngọc Vạn chính là vợ vua Chey Chetta II
Trước đây, vị công nữ được gả cho Chey Chetta II vẫn còn là một vấn đề chưa thống nhất. Vì ở mục Công chúa trong Đại Nam Liệt Truyện Tiền Biên chỉ ghi như thế này: 
Chúa Sãi có bốn người con gái là: 1/ Công chúa Ngọc Liên, lấy Trấn biên doanh trấn thủ phó tướng Nguyễn Phúc Vĩnh. Phúc Vĩnh là con trưởng Mạc Cảnh Huống. 2/ Công chúa Ngọc Vạn, không có truyện. 3/ Công chúa Ngọc Khoa, không có truyện. 4/ Công chúa Ngọc Đĩnh lấy phó tướng Nguyễu Cửu Kiều. Năm Giáp Tỵ (1684, Lê Chính Hòa năm thứ 5), mùa đông, Ngọc Đĩnh Mất.
Tương tự, trong quyển Généalogie des Nguyễn avant Gia Long (Phổ hệ nhà Nguyễn trước Gia Long) của Tôn Thất Hân và Bùi Thanh Vân (Bulletin des Amis de vieux Huế, 1920) cũng chỉ ghi là: 
Ngọc Khoa con gái thứ của Sãi vương, không để lại dấu tích. Ngọc Vạn con gái thứ của Sãi vương, không có dấu tích gì về Ngọc Vạn.
Bàn về việc "không có truyện" trên, trong cuốn Việt sử xứ Đàng Trong của GS. Phan Khoang có đoạn:
Việc này, sử ta đều không chép, có lẽ các sử thần nhà Nguyễn cho là việc không đẹp, nên giấu đi chăng? Nhưng nếu họ quan điểm như vậy thì không đúng. Hôn nhân chính trị, nhiều nước đã dùng, còn ở nước ta thì chính sách đã đem lại ích lợi quan trọng. Đời nhà Lý thường đem công chúa gả cho các tù trưởng các bộ lạc thượng du Bắc Việt, các bộ lạc ấy là những giống dân rất khó kiếm chế. Nhờ đó mà các vùng ấy được yên ổn, dân thượng không xuống cướp phá dân ta, triều đình thu được thuế má, cống phẩm; đất đai ấy, nhân dân ấy lại là một rào dậu kiên cố ở biên giới Hoa-Việt để bảo vệ cho miền Trung Châu và kinh đô Thăng Long. Đến đời Trần, chính đôi má hồng của ả Huyền Trân đã cho chúng ta hai châu Ô, Lý để làm bàn đạp mà tiến vào Bình Thuận.
Sử ta không chép, nhưng theo các sách sử Cao Miên do các nhà học giả Pháp biên soạn, mà họ lấy sử liệu Cao Miên để biên soạn thì quả Chey Chetta II năm 1620 có cưới một công nữ con chúa Nguyễn. Giáo sĩ Borri, ở Đàng Trong trong thời gian ấy cũng có nói đến cuộc hôn nhân này. Xem "Đại Nam liệt truyện Tiền biên" (mục Công Chúa), thấy chúa Hi Tông (tức chúa Sãi) có bốn con gái, hai nàng Ngọc Liên, Ngọc Đãng thì có chép rõ sự tích chồng con, còn hai nàng Ngọc Vạn, Ngọc Khoa thì chép là "khuyết truyện", nghĩa là không có tiểu truyện, tức là không biết chồng con như thế nào. Vậy người gả cho vua Chey Chetta II phải là Ngọc Vạn hoặc Ngọc Khoa.
Sách Nguyễn Phúc tộc Thế phả xuất bản tại Huế (1995) khẳng định rằng:
- Năm Canh Thân (1620), Nguyễn Phúc Ngọc Vạn (con gái thứ hai của chúa Sãi) được gả cho vua Chân Lạp là Chey Chetta II. Về sau nể tình bà, vua Chân Lạp cho người Việt lập một dinh điền tại Mô Xoài (Bà Rịa ngày nay).
- Năm Tân Mùi (1631), Nguyễn Phúc Ngọc Khoa (con gái thứ ba của chúa Sãi) được gả cho vua Chiêm Thành là PôRôMê. Nhờ có cuộc hôn phối nầy mà tình giao hảo giữa hai nước Việt-Chiêm được tốt đẹp.

## Người Việt ghi nhận công lao
Theo Nguyễn Lệ Hậu, thì: việc giữ gìn biên cương và mở mang bờ cõi luôn là ước vọng lớn lao của hầu hết các đấng quân vương, và trong suốt thời gian trị vì của mình các bậc đế vương đã không ngừng khai thác bằng hầu hết những khả năng và biện pháp vốn có. Ở đây, vấn đề hôn nhân nhằm mục đích chính trị đã đóng một vai trò không nhỏ trong việc mở mang bờ cõi, nhất là trong công cuộc Nam tiến. Trong đó các cành vàng lá ngọc đã đóng một vai trò nhất định, nước mắt má hồng đã tô thắm cho từng dãi đất biên cương.
Nhận xét riêng về vai trò của Ngọc Vạn, TS. Trần Thuận viết:
Cuộc hôn nhân này mặc dầu không được sử nhà Nguyễn ghi chép vì một lý do nào đó. Song, xét đến cùng thì đây là một cuộc hôn nhân mang màu sắc chính trị có tầm quan trọng đặc biệt đối với lịch sử dân tộc Việt Nam, nó đáp ứng nhu cầu cho cả hai phía. Chân Lạp cần có sự "bảo hộ" của chúa Nguyễn để tránh khỏi sự tấn công tiêu diệt của vương quốc Xiêm. Chúa Nguyễn cần có chỗ đứng ở phía Nam, đẩy mạnh sự khai phá của lưu dân Việt trên mảnh đất khô cằn và thấp trũng mà từ lâu người Chân Lạp vẫn bỏ hoang, đồng thời tạo nên sự ổn định mặt phía Nam để rảnh tay lo đương đầu với thế lực Trịnh ở phía Bắc...Ngọc Vạn, rõ ràng là một chiếc cầu nối trong quan hệ Việt–Miên ở thế kỷ 17...Trong lịch sử dân tộc Việt Nam, từng có những người phụ nữ làm nên đại cuộc như Hai Bà Trưng, Bà Triệu,...góp phần giành giữ nền độc lập cho Tổ quốc, và cũng từng có những người phụ nữ lặng lẽ hy sinh để cha anh làm nên nghiệp lớn như Huyền Trân, Ngọc Vạn, Ngọc Khoa...Chính họ là những con người làm nên lịch sử. Đáng kính thay!
Cảm phục Ngọc Vạn và Ngọc Khoa, thi sĩ Trần Tuấn Khải (1895-1983), đã có thơ rằng: 
| Hồng Lạc ta đâu hiếm nữ tài Nghìn xưa Trưng-Triệu đã từng oai Noi gương Khoa-Vạn, hai công chúa Một sớm ra đi mở đất đai. ... Cũng vì hạnh phúc của muôn dân Vì nước, vì nhà, xá quản thân. Lá ngọc cành vàng coi nhẹ bổng, Hiếu trung cho trọn đủ mười phân. Những tiếc riêng cho phận nữ hài, Đem thân giúp nước há nhường trai. Vắng trang lịch sử, nào ai biết? Người đã hy sinh vị giống nòi. Tới nay kể đã mấy tinh sương Mượn bút quan hoài để biểu dương: Bà Rịa, Phan Rang ngàn vạn dặm, Công người rạng rỡ chốn quê hương. (trích Cảm vịnh hai bà Ngọc Vạn, Ngọc Khoa) | Tân Việt Điểu cũng có thơ ca ngợi hai bà: Ngọc Vạn, Ngọc Khoa giữ một niềm Vì ai, tô điểm nước non tiên? Chị lo giữ vẹn tình Miên-Việt, Em nhớ làm tròn nghĩa Việt-Chiêm Bà Rịa, Biên Hòa thêm vạn dặm, Phan Rang, Phan Rí mở hai miền Non sông gấp mấy lần Ô, Lý Nam tiến, công người chẳng dám quên. (chép trong Biên Hòa sử lược toàn thư, quyển 2) |